# ال بیسو د سان خوان
ال بیسو د سان خوان (به اسپانیایی: El Viso de San Juan) یک شهرستان در اسپانیا است که در استان تولدو واقع شده‌است.

## خصوصیات
ال بیسو د سان خوان ۵۳ کیلومترمربع مساحت و ۲٬۳۳۹ نفر جمعیت دارد و ۶۵۳ متر بالاتر از سطح دریا واقع شده‌است.